# John Vernon Taylor
John Vernon Taylor (* 11. September 1914 in Cambridge; † 30. Januar 2001 in Oxford, England) war ein britischer anglikanischer Theologe. Er war von 1975 bis 1985 Bischof von Winchester in der Church of England.

## Leben
Taylor stammte aus einer Familie von Kirchenmännern. Taylors Vater, John Ralph Strickland Taylor, war zunächst stellvertretender Rektor (Vice-Principal) des Ridley Hall College, ein evangelikales theologisches College, in Cambridge. Später wurde er Rektor des Wycliffe Hall College in Oxford. Von 1943 bis 1954 war er Bischof von Sodor und Man.
John Vernon Taylor besuchte das St Lawrence College in Ramsgate. Er studierte Geschichte am Trinity College der University of Cambridge und an der St Catherine’s Society. Zur Vorbereitung auf das Priesteramt studierte er Theologie am Wycliffe Hall College in Oxford. Seine pädagogische Ausbildung erfolgte am Institut für Erziehungswissenschaft (Institute of Education) der Universität London.
1938 wurde Taylor in der St Paul’s Cathedral zum Priester der Church of England geweiht. Er war nach seiner Priesterweihe zunächst von 1938 bis 1940 Pfarrvikar (Curate) an der All Souls Church im West End in London. Von 1940 bis 1943 war er Pfarrer (Curate-in-Charge) an der St Andrew’s Church in St. Helens in der Grafschaft Lancashire. 1945 wurde er zum Vorsteher (Warden) des Bishop Tucker College in Mukono, Uganda, ernannt und ging als Missionar nach Afrika. Er vertrat den Standpunkt, dass Missionare christlicher Kirchen das Streben der afrikanischen Staaten nach politischer und religiöser Unabhängigkeit unterstützen sollten.
1954 kehrte er nach Großbritannien zurück und arbeitete er als wissenschaftlicher Mitarbeiter (Research Worker) für das International Missionary Council. 1959 wurde er Afrika-Sekretär (Africa Secretary) der Church Missionary Society. 1963 wurde er als Nachfolger von Max Warren deren Generalsekretär (General Secretary); dieses Amt hatte er bis 1973 inne. Von 1975 bis 1985 war er Bischof von Winchester, als Nachfolger von Sherard Falkner Allison. Er war der erste Geistliche seit William Day im Jahre 1595, der direkt zum Bischof von Winchester geweiht wurde. Von 1978 bis 1985 war er Vorsitzender (Chairman) der Doctrine Commission der Church of England. 1985 ging Taylor als Bischof von Winchester in Ruhestand. Sein Nachfolger wurde Colin Clement Walter James.
Taylor genoss in der Diözese und in Großbritannien großes Ansehen, sowohl bei den liberalen, als auch bei modernistischen Strömungen innerhalb der Church of England. Das Vertrauen der Vertreter des Anglokatholizismus konnte er jedoch nicht gewinnen. Innerhalb der Church of England vertrat Taylor einen liberalen, evangelikalen Kurs. Er setzte sich für eine stärkere Verwendung von Gospels im Gottesdienst ein. Konservatismus und Traditionalismus stand er skeptisch gegenüber. Taylor vertrat, in Anlehnung an die Romane der Schriftstellerin George Eliot, die Auffassung, dass Gotteserfahrungen auch außerhalb der Kirche möglich seien. In einer Rede vor der Generalsynode der Church of England forderte er dazu auf, dass die Kirche unbekannte Wege gehen müssen, um neue Erfahrungen zu machen. Es sei nötig, so Taylor unter Berufung auf ein Gedicht von Wilfred Owen, „to go into no man’s land“.
Taylor verfasste mehrere Bücher und schrieb auch religiöse Theaterstücke und Passionsspiele. Sein African Passion Play wurde in den 1950er Jahren verfilmt; sein Passionsspiel Winchester Cathedral Passion and Resurrection (1981) zeigte seine Fähigkeiten als Autor und Schauspieler.
Er schrieb mehrere Bücher über Afrika und Religion in Afrika. Sein Buch The Primal Vision (1963) gilt als Grundlagenwerk für das afrikanische Verständnis von Religion. Seine weiteren Bücher über Afrika, unter anderem Growth Of The Church In Buganda (1958) und Christianity And Politics In Africa (1957), zeigten das Glaubensverständnis der Afrikaner und den Ausdrucks ihren Glaubens beim Gospelgesang.  Als seine wichtigsten Bücher werden The Go-Between God (1972) und Enough is Enough (1975) angesehen, die Grundlagen legten für ein moderneres Verständnis der Kirche gegenüber den Anforderungen der Gesellschaft und den Herausforderungen der Dritten Welt.

## Mitgliedschaft im House of Lords
Taylor war von 1975 bis 1985 als Geistlicher Lord Mitglied des House of Lords. Als Bischof von Winchester gehörte Taylor zu den Lords Spiritual, die verfassungsgemäß automatisch einen Sitz im House of Lords innehaben.

## Privates und Tod
Taylor war seit 1940 mit Margaret Wright verheiratet; aus der Ehe gingen drei Kinder hervor, ein Sohn und zwei Töchter. Taylor starb, fast völlig erblindet, im Alter von 86 Jahren in Oxford.